# سوق النسوان
سوق النسوان أحد أسواق حلب القديمة في سورية
ويمتد لمسافة طويلة ومغطى بشكل كامل مثل أي سوق قديم من أسواق حلب الشهيرة
ويتفرع منه أسواق كثير مثل سوق الذهب وسوق العطارين وبنهايته المحمص.
يتميز سوق النسوان بحلب بوجود كافة مسلتزمات العروس وتجهيزاتها من ملابس واكسسوارات وفساتين الاعراس وكل ما يلزم العروس.